# Rotter See
Rotter See è uno dei dodici quartieri di Troisdorf, nel circondario tedesco del Reno-Sieg, nel Bundesland della Renania Settentrionale-Vestfalia. Il nome deriva dalla Haus Rott ((DE)  Casa Rott), il cui nome trova la sua prima attestazione in un documento firmato dal cavaliere Ludwig von Rott nel 1289. La Casa Rott fu distrutta da una cannonata delle Truppe di Colonia il 28 agosto 1416

## Storia
Nel 1964 si decise di convertire a centro abitato l'allora piana agricola e nel 1970 sorse il quartiere. Talvolta Rotter See ingloba anche l'omonimo lago, che fu una cava di ghiaia tra il 1860 e il 1978
Insieme al quartiere di Troisdorf-West, Rotter See è la più giovane delle suddivisioni amministrative di Troisdorf. Fino al 1999 Rotter See era infatti parte del quartiere di Sieglar.